# Miha Tišler
Miha Tišler (18. září 1926 v Lublani – 25. března 2021 tamtéž) byl slovinský chemik, který se zabýval organickou chemií, zejména studiem heterocyklických sloučenin. V letech 1978 až 1980 působil jako prezident Mezinárodní společnosti pro heterocyklickou chemii. V letech 1991 až 1995 byl prvním rektorem na Univerzitě v Lublani v nezávislém Slovinsku.
Miha Tišler přispěl k rozvoji chemického výzkumu v bývalé Jugoslávii i v zahraničí. Je známý svou prací na syntéze a charakterizaci heterocyklických sloučenin, které mají široké využití v medicíně, zemědělství a v mnoha průmyslových odvětvích. Během své kariéry publikoval mnoho vědeckých článků a knih o heterocyklické chemii. Kromě své vědecké činnosti se také věnoval vzdělávání a během své dlouhé kariery vychoval několik generací chemiků.
Miha Tišler patří mezi významné evropské chemiky 20. století a jeho přínos vědě byl oceněn řadou ocenění. Za svoji vědeckou práci například obdržel Rytířský řád svatého Řehoře Velikého, který uděluje hlava katolické církve papež.

## Vzdělání a kariera

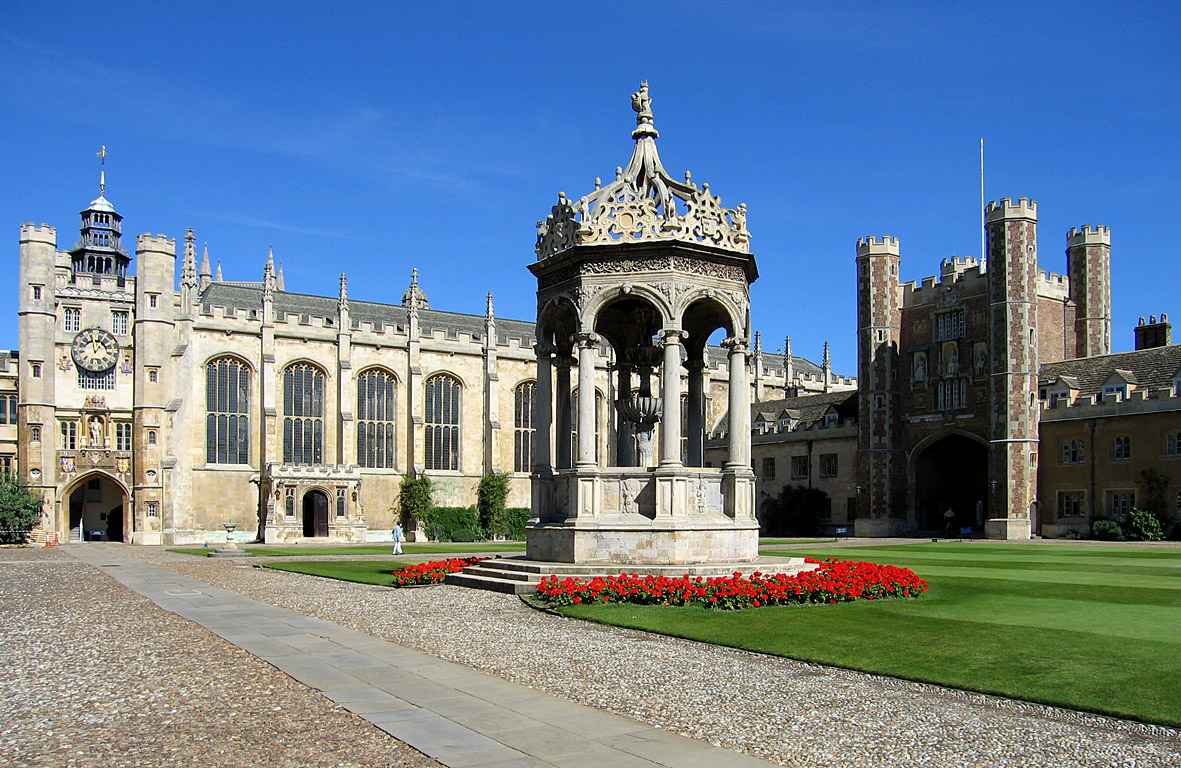
Univerzita v Cambridgi

Miha Tišler se narodil 18. září 1926 v Lublani. V roce 1952 absolvoval Chemickou fakultu tehdejší Technické univerzity v Lublani a o rok později Přírodovědeckou fakultu Lublaňské univerzity. Se stipendiem od British Council pak dva roky pracoval jako postgraduální výzkumný pracovník v laboratořích nositele Nobelovy ceny lorda Alexandera Robertuse Todda na univerzitě v Cambridgi. Zde vypracoval svou doktorskou disertační práci Syntézy v řadě Cycloheptatrienone.

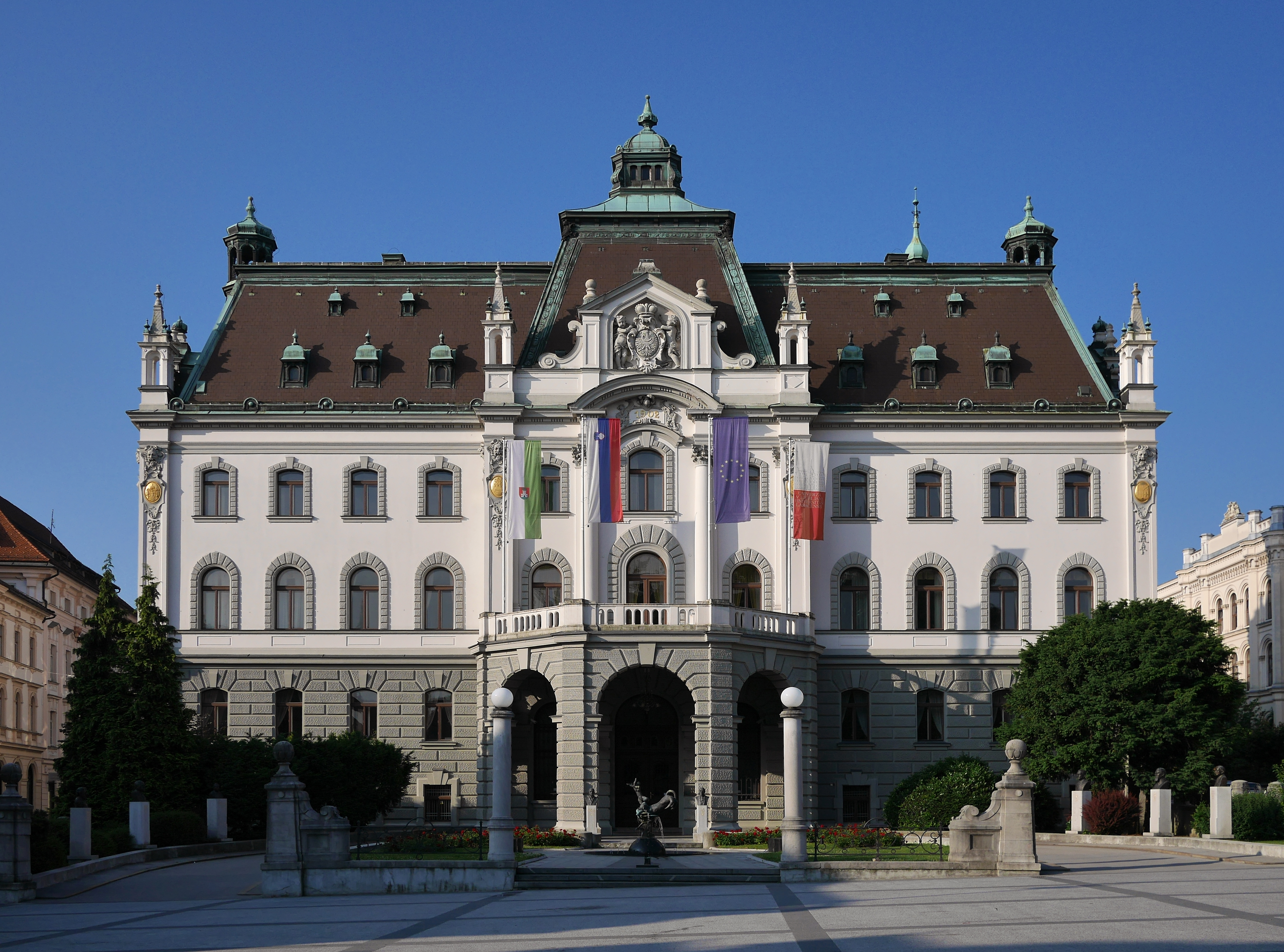
Univerzita v Lublani

V roce 1955 byl jmenován doktorem chemických věd na Univerzitě v Lublani. V roce 1961 se stal docentem a v roce 1964 řádným profesorem organické chemie na Fakultě chemie a chemické technologie v Lublani. Postupně byl vedoucím katedry organické chemie (1971–1984), proděkanem (1969–1973) a děkanem (1973–1976) Fakulty přírodních věd a technologie Univerzity v Lublani, viceprezidentem (1973–1977). V letech 1991 až 1995 byl prvním rektorem Lublaňské univerzity v nezávislém Slovinsku.
V roce 1966 byl hostujícím profesorem na švýcarské univerzitě ve Freiburgu a ve stejném roce na pozvání Britské rady přednášel na několika univerzitách v Anglii. V rámci výměnného pobytu s Národní akademií věd USA navštívil v letech 1968 až 1977 na několik měsíců americké univerzity. V roce 1982 prováděl výzkum a přednášel jako hostující profesor na Australské národní univerzitě v hlavním městě Canberra. V rámci postgraduálního studia přednášel v letech 1984 a 1985 jeden semestr na univerzitě v Terstu a v roce 1986 na americké Univerzitě Brighama Younga ve městě Provo v Utahu.

## Výzkum

### Heterocyklické systémy

Pyridazin

Svůj vědecký výzkum zaměřoval na syntézu nových organických sloučenin. Věnoval se především heterocyklickým sloučeninám (zejména těm s obsahem dusíku a síry) a analogům biologicky významných látek. Zabýval se třemi hlavními oblastmi:
- pyridaziny a jejich kondenzované systémy (šestičlenný kruh s dvojicí sousedících atomů dusíku)
- azoloaziny (obsahují dvě kondenzované heterocyklické struktury, jedna z nich je azolinová (pětičlenný kruh s alespoň jedním atomem dusíku) a druhá azinová (šestičlenný kruh s alespoň jedním atomem dusíku).
- nekódující (neproteinogenní) aminokyseliny (zejména s heterocyklickým kruhem jako substituentem)

Objevil řadu nových systémů a získal rozsáhlé znalosti v oblasti heterocyklických sloučenin s atomem dusíku ve spojení dvou kruhů. Díky jeho výzkumu a úspěchům se Univerzita v Lublani stala první školou zabývající se heterocyklickými sloučeninami v bývalé Jugoslávii, ale i jednou z předních na světě.

### Popularizace výzkumu
O svém výzkumu referoval na mnoha kongresech, sympoziích a univerzitách doma i v zahraničí. Byl členem vědeckého výboru mezinárodních sympozií o organických sloučeninách síry. Byl členem redakční rady několika časopisů: Acta Chemica Slovenica, Croatica Chemica Acta, Journal of Heterocyclic Chemistry, Turkish Journal of Chemistry and Heterocyclic Communications - DOGA.

### Publikační činnost
Ve svém oboru publikoval více než 50 knih a přes 500 vědeckých článků. Je autorem několika vysokoškolských učebnic organické chemie, autorem či spoluautorem řady odborných článků a monografií. Většina jeho článků byla publikována především v zahraničních vědeckých časopisech.
Po odchodu do důchodu napsal většinu svých populárně-vědeckých knih: Příroda, člověk a chemie (1985), Komunikace molekul (1998), Reminiscence a myšlenky (2001). V rámci edic Slovinské akademie věd a umění publikoval: Příspěvky chemie evropské kultuře a civilizaci (2003), Chiralita a molekuly života, na obou stranách virtuálního zrcadla (2005) a Jazyk molekul: Chemická komunikace a komunikace (2008). Za tuto knihu obdržel cenu Slovinské vědecké nadace Prometheus Science Award za vynikající výsledky v oblasti komunikace.

## Ocenění a členství

### Domácí ocenění
- V roce 1977 obdržel Kidričovu cenu
- V roce 1981 obdržel cenu za vynález a zdokonalení
- V roce 1995 obdržel cenu velvyslance vědy Slovinské republiky
- V roce 1996 byl jmenován emeritním profesorem Univerzity v Lublani
- V roce 2005 dostal Zoisovu cenu za celoživotní dílo v oblasti organické chemie (Zoisova nagrada - nejvyšší slovinské státní ocenění)

### Zahraniční ocenění
- Plaketa japonské univerzity Tohoku v Sendai
- Cena Mezinárodní společnosti pro heterocyklickou chemii
- Cena a plaketa Slovenské vysoké školy technické v Bratislavě
- Cena katedry farmacie Fakulty přírodních věd a technologie v Lublani (1982)
- Cena a plaketa Hoshi University v Tokiu (1987)
- Cena Fakulty přírodních věd a technologie Univerzity v Lublani (1989)
- Rytířský řád svatého Řehoře Velikého, titul udělovaný papežem (1995)

### Členství
- V roce 1970 byl zvolen mimořádným a o sedm let později řádným členem Slovinské akademie věd a umění (Slovinska akademija znanosti in umetnosti - SAZU)
- Byl členem Srbské akademie věd a umění (Srpska akademija nauka i umetnosti - SANU)
- Byl členem Chorvatská akademie věd a umění (Hrvatska akademija znanosti i umjetnosti - HAZU)
- Byl členem Newyorské akademie věd
- Od roku 1995 byl členem Evropské akademie věd a umění v Salcburku
- V letech 1991 až 1995 byl členem užšího výboru Evropské konference rektorů (CRE)
- V letech 1985–1989 byl národním zástupcem Mezinárodní unie pro čistou a užitou chemii (IUPAC)
- Byl členem britské Královské chemické společnosti (anglicky Royal Society of Chemistry, RSC)